# Committente
Il committente è la figura che commissiona un lavoro, indipendentemente dall'entità o dall'importo.
Esso può essere una persona fisica oppure una persona giuridica (come ad esempio un ente). In ambito giuridico un committente può essere definito mandante se stipula un contratto detto mandato che vincoli il mandatario, ovvero il ricevente dell'accordo, a eseguire attività per conto del committente stesso. Questo accade ad esempio quando un'azienda ingaggia un agente di commercio per promuovere i propri prodotti, siano essi beni o servizi.

## Descrizione
Nel caso di appalto di opera pubblica, il committente è il soggetto titolare del potere decisionale e di spesa relativo alla gestione dell'appalto.
Diventa committente, anche per piccoli lavori, chi:
- ha la necessità di costruire un fabbricato di civile abitazione o a scopo produttivo;
- possiede un immobile da ristrutturare;
- amministra un condominio;
- è incaricato da una amministrazione (nella sua qualità di funzionario) in caso di opera pubblica;
- commissiona la realizzazione di un programma informatico.

## Italia
Il committente, prima di poter realizzare l'opera, deve nominare un tecnico progettista e chiedere in comune il relativo titolo abilitativo (ovvero il PdC, SCIA, CILA). In base alla tipologia di titolo richiesto, può iniziare da subito i lavori o attendere un tempo prestabilito. In ogni caso dovrà in seguito nominare anche:
- il responsabile dei lavori (non obbligatorio);
- l'impresa esecutrice dei lavori;
- il direttore dei lavori (nei casi previsti dalla normativa vigente);
- il coordinatore della sicurezza in fase di progettazione e in fase di esecuzione, nei casi previsti dalla normativa vigente:
  - al coordinatore di sicurezza in fase di progettazione (C.S.P.) spetta la redazione del piano di sicurezza e coordinamento nonché la pianificazione del cantiere, prima che questo venga istituito al fine da ridurre al minimo i rischi per la sicurezza dei lavoratori;
  - il coordinatore di sicurezza d'esecuzione (C.S.E.) ha il compito di verificare il rispetto delle disposizioni presenti nel piano di sicurezza e coordinamento e nel Piano operativo di sicurezza (POS) da parte delle ditte presenti in cantiere. Inoltre al CSE spetta l’aggiornamento del PSC in relazione all’evoluzione dei lavori.